# Церква всіх преподобних отців Києво-Печерських
Церква всіх преподобних отців Печерських — чинна наземна церква Києво-Печерської лаври, розташований на території Ближніх печер. Його ще називають «теплим храмом» (бо там завжди було опалення, див. статтю Тепла церква).

## Історія
Будівля, в якій була облаштована церква побудована в 1839 році. Спочатку вона призначалася для чернечих келій. Тепла церква була облаштована в 1872 році, на другому поверсі будівлі. В цьому ж році її освятили на честь всіх Преподобних Отців Печерських. У радянський період храм був переобладнаний під виставковий зал, в якому проходили екскурсії з історії лаврських печер. У 2002 році церкву реконструювали. Рівненські іконописці під керівництвом Олега Боровика розписали церкву. Урочисте освячення храму відбулося 21 листопада 2002.

## Реліквії
У храмі зберігається безліч цінних священних реліквій:
- Список ікони Божої Матері Свенської (Печерської), виконаний в майстернях Києво-Печерської лаври в ХІХ ст. (У вівтарі храму)
- Ікона Великомучениці Варвари з часткою її мощей, написана в другій половині ХІХ століття
- Скринька з часткою мощей Серафима Саровського
- Ікона преподобного Серафима Саровського з часткою його мощей;
- Ікони Вседержителя і Божої Матері Чернігівської (Гефсиманської), що належали митрополиту Володимиру (Богоявленському);
- Ковчег — мощевик, виготовлений у другій половині ХІХ століття, з частиною Древа Животворящого Хреста Господнього, частиною труни св. апостола Андрія Первозванного і 40 частками мощей святих угодників
- Ікона Феодосія Чернігівського з часткою його мощей, написана в середині ХІХ століття.